# Archidiecezja Tarragony
Archidiecezja Tarragony (łac. Archidioecesis Tarraconensis) – archidiecezja Kościoła rzymskokatolickiego w Hiszpanii. Jest główną diecezją metropolii Tarragony. Została erygowana w I w. W V w. została podniesiona do rangi metropolii.